# Aptamer

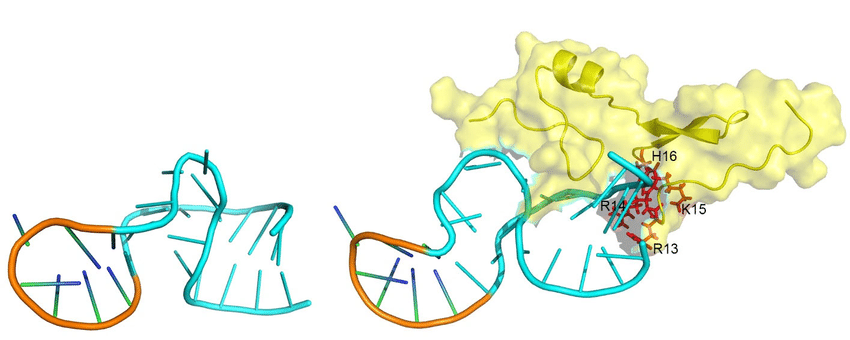
Vlevo: nevázaný aptamer. Vpravo: aptamer navázaný na svůj cílový protein, který je znázorněn žlutě. Části aptameru, které při vazbě na cíl mění svůj tvar, jsou modré, zatímco neměnné části jsou oranžové. Úseky aptameru, které jsou v přímém kontaktu s proteinem, jsou zvýrazněny červeně.

Aptamery jsou umělé oligomery (jednovláknová DNA, RNA, nebo peptidy), které se specificky vážou na konkrétní cílovou molekulu nebo skupinu molekul. Občas jsou označovány jako „chemické protilátky“ nebo „napodobeniny protilátek“.

## Vlastnosti
Většina aptamerů je však poměrně malá, s molekulovou hmotností v rozmezí 6–30 kDa. To je výrazný rozdíl oproti protilátkám, které typicky dosahují 150 kDa. Aptamery navíc obvykle disponují pouze jedním vazebným místem, na rozdíl od protilátek, které mají dvě odpovídající oblasti vázající antigen.
Vyznačují se širokým rozsahem afinity (KD v rozmezí pM až μM) a různou úrovní nespecifické vazby. Někdy jsou proto označovány jako chemické protilátky. Přestože aptamery a protilátky nacházejí uplatnění v mnoha podobných oblastech, jejich struktura se liší: zatímco aptamery na bázi nukleových kyselin jsou převážně oligonukleotidy, protilátky jsou proteiny tvořené aminokyselinami. Tento strukturální rozdíl může v některých případech činit aptamery vhodnější volbou než protilátky.

## Využití aptamerů
Aptamery se široce využívají v biologickém laboratorním výzkumu a lékařských testech. Pokud se v jednom testu zkombinuje více aptamerů, umožňují měřit velké množství různých proteinů ve vzorku. Mohou sloužit k identifikaci molekulárních markerů onemocnění nebo fungovat jako léčiva, systémy pro doručování léčiv či systémy řízeného uvolňování léčiv. Jejich uplatnění nacházíme i v dalších oblastech molekulárního inženýrství.

## Objevování aptamerů
Většina aptamerů pochází z metody SELEX, což je soubor in vitro experimentů zaměřených na nalezení užitečných aptamerů z rozsáhlé zásobárny různých sekvencí DNA. Tento proces se velmi podobá přirozenému výběru, řízené evoluci nebo umělému výběru. Během SELEXu výzkumník opakovaně vybírá nejlepší aptamery z počáteční DNA knihovny, která se skládá z přibližně kvadrilionu náhodně generovaných úseků DNA nebo RNA. Po provedení SELEXu může výzkumník aptamery mutovat nebo chemicky modifikovat a provádět další selekce, případně použít racionální designové procesy k jejich vylepšení.

## Optimalizace aptamerů
Výzkumníci optimalizují aptamery tak, aby dosáhli různých užitečných funkcí. Nejdůležitější vlastností je specifická a citlivá vazba na zvolený cíl. Při vystavení tělním tekutinám, například v případě sérum testů nebo terapeutických aptamerů, je často klíčové, aby odolávaly trávení enzymy ničícími DNA a RNA. Terapeutické aptamery je navíc často nutné modifikovat, aby se pomalu vylučovaly z těla. Aptamery, které dramaticky mění svůj tvar při vazbě na cíl, jsou užitečné jako molekulární spínače pro zapnutí a vypnutí senzorů. Některé aptamery jsou navrženy tak, aby se ideálně hodily do biosenzoru nebo do testu biologického vzorku. V některých případech může být žádoucí, aby aptamer dosáhl předem definované úrovně nebo rychlosti vazby. Jelikož se výtěžnost syntézy používané k produkci známých aptamerů rychle snižuje s delšími sekvencemi, výzkumníci často zkracují aptamery na minimální vazebnou sekvenci, aby snížili výrobní náklady.